# 息速別命
息速別命（いこはやわけのみこと/おきはやわけのみこと、生没年不詳）は、記紀等に伝わる古代日本の皇族。
第11代垂仁天皇の皇子である。

## 名称
表記は文献によって次のように異なる。本項では表記を「息速別命」に統一して解説する。
- 伊許婆夜和気命（いこばやわけのみこと[2]） - 『古事記』[原 1]。
- 池速別命（いけはやわけのみこと[2]） - 『日本書紀』[原 2]、『先代旧事本紀』「天皇本紀」[原 3]。
- 息速別命（いこはやわけのみこと[1]/おきはやわけのみこと[2]） - 『日本三代実録』[原 4]、『新撰姓氏録』[原 5]。
- 息速別皇子 - 『続日本紀』[原 6]。

また『続日本後紀』に見える「伊枳速日命（いきはやひのみこと）」を同一人物と見る考えもある。

## 系譜
（名称は『日本書紀』を第一とし、括弧内に『古事記』ほかを記載）
第11代垂仁天皇と、丹波道主王の娘の薊瓊入媛（あざみにいりひめ、阿邪美能伊理毘売命<あざみのいりひめ>）の間に生まれた皇子である。同母妹として稚浅津姫命（わかあさつひめのみこと、阿邪美都比売命<あざみつひめ>）がいる。
『先代旧事本紀』「天皇本紀」では母は同じとするが、同母弟に五十速石別命（記紀なし）、五十日足彦命（記紀では異母兄弟）があると異伝を記す。
妻子は不明であるが、近世の系図には、子に宇礼葉別命を挙げる系図と、伊賀国造祖の武伊賀都別命を挙げる系図がある（後述）。『続日本紀』では、四世孫として須禰都斗王を挙げる。

## 記録
『古事記』『日本書紀』には事績に関する記載はない。
『新撰姓氏録』によれば、息速別命が幼少の時、父天皇により伊賀国阿保村（現・三重県伊賀市阿保周辺）に命のための宮室が築かれ、同村が封邑として息速別命に授けられたという。『三国地志』は、その宮が営まれた地を阿保南部の字福森から字西ノ森にかけての緩らかな丘陵地帯に比定している。

## 墓

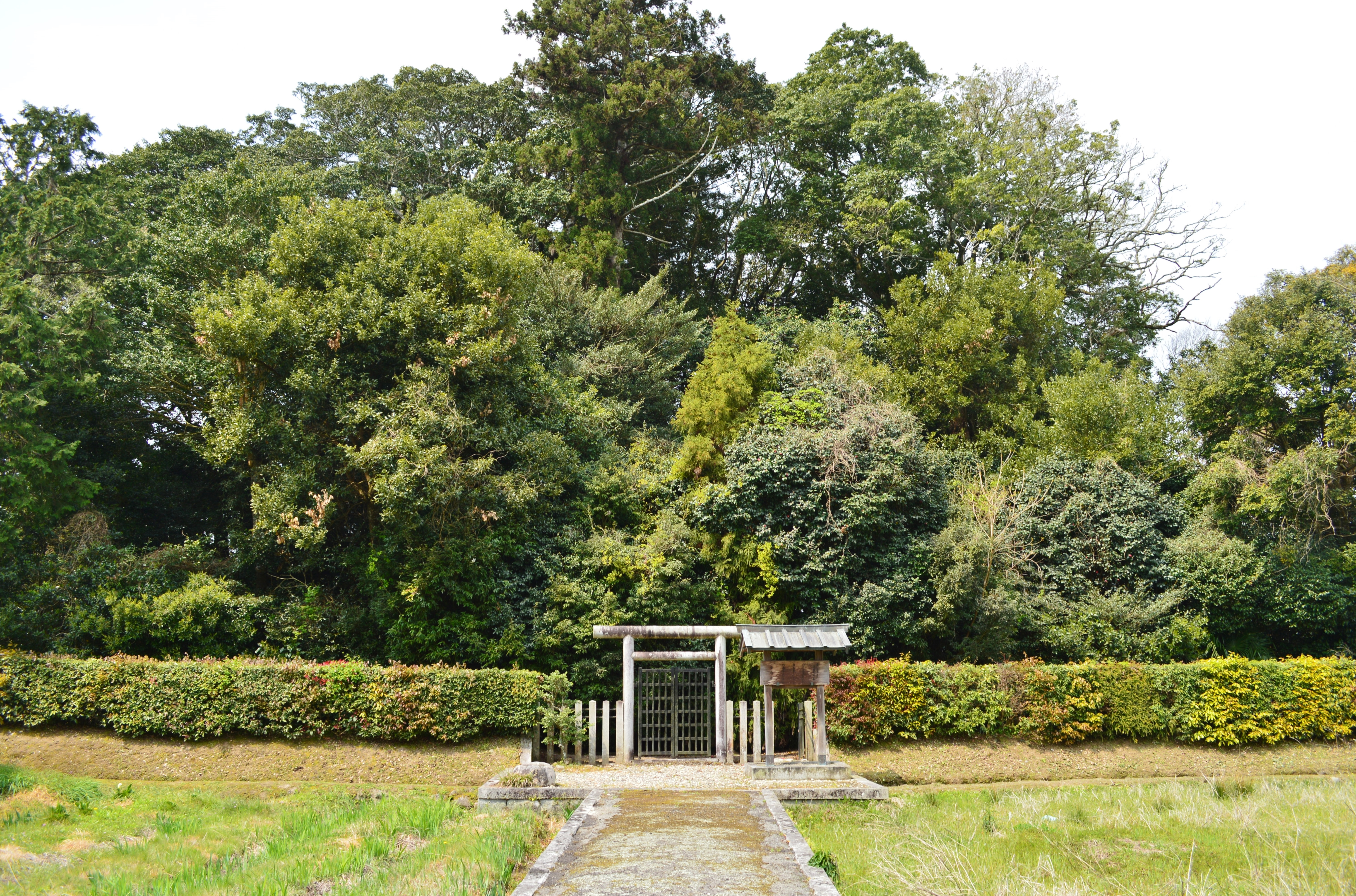
息速別命墓（三重県伊賀市）

息速別命の墓は、宮内庁により三重県伊賀市阿保の息速別命墓（いこはやわけのみことのはか、北緯34度39分53.12秒 東経136度10分29.53秒）に治定されている。宮内庁上の形式は山形。遺跡名は「西法花寺古墳（にしほっけじこふん）」で、一辺約35メートルの方墳とされる。
本古墳は、明治9年（1876年）に宮内庁（当時宮内省）により公式墓に治定された。伊賀地方では円筒埴輪を伴う唯一の古墳であり、周辺の田畑で埴輪片が採集されている。また1997-1998年（平成9-10年）には付近の西法花寺遺跡の発掘調査において本古墳のものと推定される埴輪片が出土している。築造時期は古墳時代中期末-後期初頭の5世紀末葉-6世紀初期頃と推定され、阿保周辺の古墳としては最も早い築造と位置づけられる。そのため治定を疑問視する意見も強く、現治定墓は息速別命の後裔氏族（阿保氏）の墳墓とする説もある。また、息速別命を祭神とする伊賀市の大村神社境内には古墳群（宮山古墳群）があり、そのうちの古墳が息速別命の墓に該当するとする説もある。

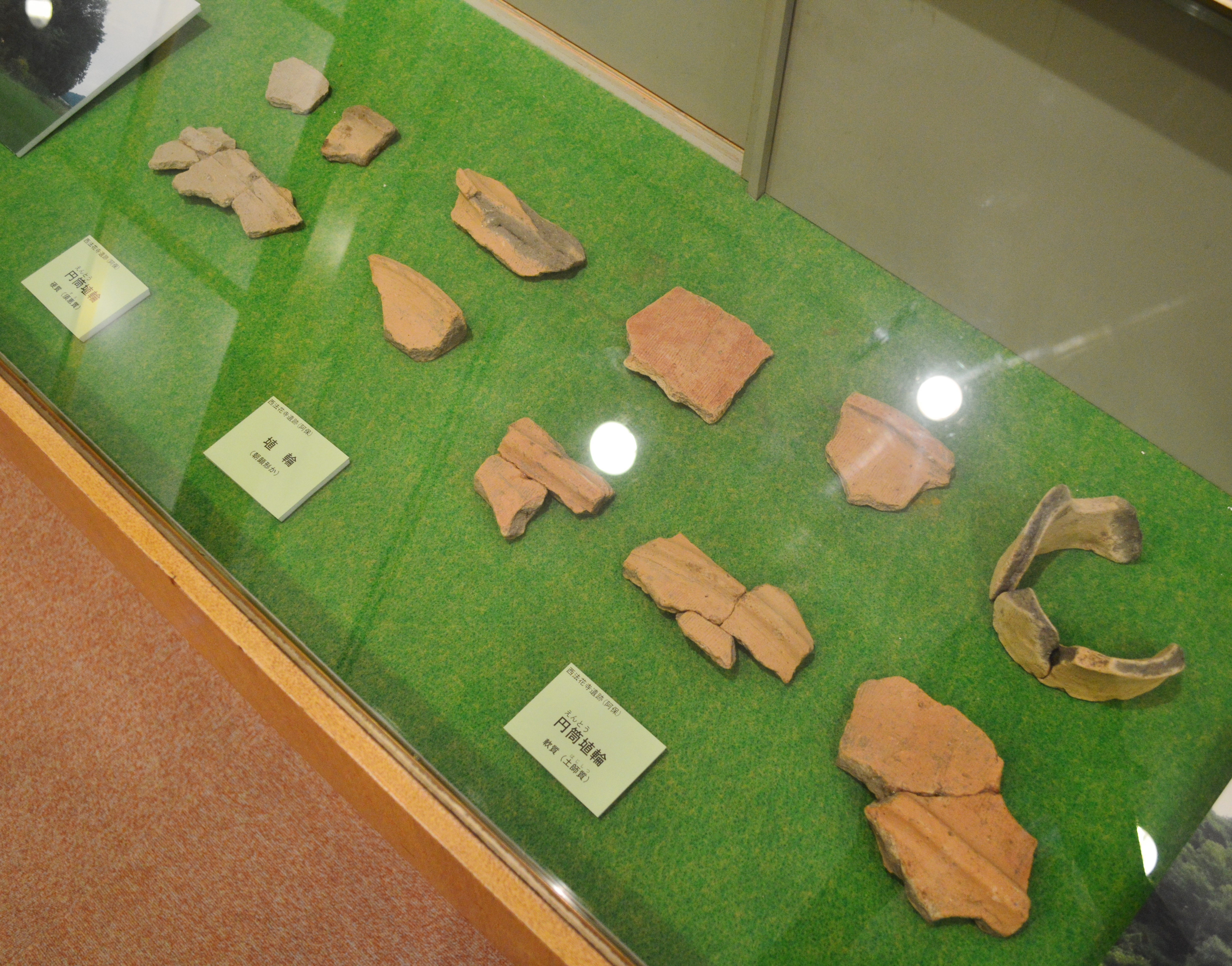
西法花寺遺跡出土 円筒埴輪 城之越学習館展示。

## 後裔氏族
息速別命について、『古事記』では沙本穴太部之別、『新撰姓氏録』では阿保朝臣の祖とする。
- 沙本穴太部（さほのあなほべ）
大和国添上郡沙本（現・奈良県奈良市中央北方の佐保川上流域）を拠点としたと見られる豪族[8][9]。「穴太部/穴穂部」とは第20代安康天皇（穴穂天皇）の御名代の部で、沙本に限らず全国各地に確認される[8]。
- 阿保氏（あほうじ）
カバネは君のち朝臣。伊賀国伊賀郡阿保村（現・三重県伊賀市阿保周辺）を治めたとされる豪族。伊賀国造の一族とも推定されている[10]。
『新撰姓氏録』[原 5]によれば、息速別命は阿保に宮室を作って封邑とし、子孫は第19代允恭天皇のときに「阿保君」の姓を賜った。また、天平宝字8年（764年）に「阿保朝臣」姓を賜って改姓したという。
『続日本紀』[原 6]によれば、「阿保君」姓は息速別命四世孫の須禰都斗王が賜ったとする。その後、第21代雄略天皇の代に阿保君意保賀斯が「健部君（建部氏）」の姓を賜り、のち延暦3年（784年）に建部朝臣人上らに「阿保朝臣」、健部君黒麻呂等に「阿保公」姓が下賜されたという。

『続日本後紀』には伊枳速日命の苗裔として「時統氏」が見え、伊枳速日命を息速別命と同一人物と見てこの時統氏も後裔氏族とする説もある。また、下野国（栃木県）の若田氏にも後裔とする伝承がある（後述）。
そのほか、小槻氏（官務家）にも命の後裔とする記載が見られる。『日本三代実録』によると、息速別命後裔という小槻山今雄・有緒らに「阿保朝臣」の氏姓が下賜されている。この阿保氏はのち小槻氏と改姓し、小槻氏嫡流の壬生家が明治に提出した系譜『壬生家譜』でも、息速別命の子孫としている。ただしこの氏は本来祖別命（落別命：息速別命の異母兄弟）の後裔であるため、息速別命後裔を称したのは朝臣姓を得るための仮冒とする説がある。一方、小槻山君、伊賀国造と阿保君との同族性から、息速別命と祖別命を同一人物と見る説もある。

## 伝承
栃木県日光山開基の勝道上人の伝記『補陀洛山草創建立記（ふだらくさんそうそうこんりゅうき）』では、垂仁天皇の第九皇子として息速別命の伝承を載せる。同記によると、命は勅命を受けて鈴鹿川の上流で伊勢神宮を奉斎したのち、縁があって東国に下向したが、罹病により一眼を損失した。そのために帰洛出来ず、下毛野国（下野国）の室八島（むろのやしま）に止住して同地の若田氏の祖となったという（勝道上人は若田氏の出といわれる）。栃木県真岡市にある鹿島神社にも同様の社伝があるという。
谷川健一はこの伝承について、古代日本においては鍛冶神が多く隻眼とされていること、異母兄弟である誉津別命や五十瓊敷入彦命等も鍛冶に深く関係すると見られること、父天皇（垂仁天皇）自身にも鍛冶に関する伝承が見られること、日光山の祭祀には鍛冶と深く関わると思われる小野氏の関与が示唆されること等から、息速別命（もしくはその後裔氏族）と鍛冶職との関連を指摘している。